# Hans Wolf (Übersetzer)
Hans Wolf (Pseudonym: Eugen Neter, * 9. November 1949 in Baden-Baden) ist ein deutscher Übersetzer.

## Leben
Hans Wolf absolvierte nach der Mittleren Reife am Baden-Badener Gymnasium Hohenbaden eine kaufmännische Ausbildung. Anschließend besuchte er ein Abendgymnasium und legte dort das Abitur ab. Er studierte Germanistik, Anglistik und Philosophie an der Universität Freiburg. Anschließend übte er verschiedene Tätigkeiten aus und verfasste daneben literarische Texte. Seit Mitte der 1980er Jahre ist Wolf als Übersetzer aus dem Englischen tätig; zu den von ihm übersetzten Autoren zählen unter anderem Cormac McCarthy, Richard Yates und Arthur Conan Doyle. Seit 2015 schreibt er kulturgeschichtliche Beiträge für die Tageszeitung Badisches Tagblatt.

## Auszeichnungen
- 1989: Stipendium der Arno-Schmidt-Stiftung
- 1992: Heinrich Maria Ledig-Rowohlt-Preis[1]
- 1996: Übersetzerpreis des Marburger Literaturpreises[1]
- 2003: Johann-Heinrich-Voß-Preis für Übersetzung[1]
- 2024: Jacob-Grimm-Preis des Kulturpreises Deutsche Sprache für sein übersetzerisches Lebenswerk[1]

## Buchveröffentlichung
- Paarungen für eine Hand. Haffmans, Zürich 1993, ISBN 3-251-30009-1 (unter dem Namen Eugen Neter)

## Übersetzungen
- Peter Ackroyd: Der Fall des Baumeisters, Reinbek bei Hamburg 1988
- Brian Boyd: Vladimir Nabokov, Reinbek bei Hamburg
  - Die russischen Jahre, 1999 (übersetzt zusammen mit Ursula Locke-Groß)
  - Die amerikanischen Jahre, 2005 (übersetzt zusammen mit Ursula Locke-Groß)
- Paul Carson: Doktor Norbert Bär, Stuttgart [u. a.] 1998
- Peggy Christian: Die erlesenen Abenteuer der Maus Cervantes, Stuttgart [u. a.] 1997
- Arthur Conan Doyle: Sherlock Holmes' Buch der Fälle, Zürich 1987
- Arthur Conan Doyle: Das Tal der Angst, Zürich 1986
- Richard Ellmann: Oscar Wilde, München [u. a.] 1991
- John Fowles: Die Grille, Reinbek bei Hamburg 1987
- Robert Frank: Die Amerikaner, Göttingen 2008
- Stefan Gates: Der Gastronaut, Hildesheim 2006 (übersetzt zusammen mit Jutta Orth)
- Terry Jones: Lady Cottington: Mein geheimes Elfen-Album, Hildesheim 1995
- Terry Jones: Trolle, Hildesheim 1996
- Terry Jones: Lady Cottingtons geheimer Taschenkalender, Hildesheim 1998
- Terry Jones: Seltsame Flecken und befremdliche Düfte, Hildesheim 2000
- Cormac McCarthy: Die Abendröte im Westen, Reinbek bei Hamburg 1996
- Cormac McCarthy: All die schönen Pferde, Reinbek bei Hamburg 1993
- Cormac McCarthy: Draußen im Dunkel, Reinbek bei Hamburg 1994
- Cormac McCarthy: Grenzgänger, Reinbek bei Hamburg 1995
- Cormac McCarthy: Verlorene, Reinbek bei Hamburg 1992
- Henry Louis Mencken: Ausgewählte Werke, Waltrop und Leipzig 2002
  - Band III, Kommentare und Kolumnen 1909-1935 (übersetzt zusammen mit Joachim Kalka)
- Tor Seidler: Die Story von Monty Spinnerratz, Stuttgart [u. a.] 1997
- Adam Thorpe: Ulverton, Hildesheim 1994
- Josephine Truman: Cell Songs – Zellgesänge (Hörspiel), Südwestfunk 1997
- Horace Walpole: Das Schloss Otranto, München 2014
- Walt Whitman: Der schöne Mann, München 2018
- Oscar Wilde: Das Bildnis des Dorian Gray, Zürich 1999
- Dirk Wittenborn: Unter Wilden, Köln 2003
- Richard Yates: Elf Arten der Einsamkeit, München 2006 (übersetzt zusammen mit Anette Grube)
- Richard Yates: Zeiten des Aufruhrs, Stuttgart [u. a.] 2002
- Marly Youmans: Catherwood, Hildesheim 1997